# Community Church Movement
Das Community Church Movement ist eine Bewegung amerikanischer Kirchen mit dem Ziel, Angehörige verschiedener christlicher Denominationen unter einem kirchlichen Dach zu vereinigen. Es begann in der Mitte des 19. Jahrhunderts und erlebte seinen Höhepunkt nach dem Ersten Weltkrieg.

## Anfänge
Die ersten Community Churches in den USA entstanden in der Mitte des 19. Jahrhunderts. Ihr Ziel war es, die Restriktivität und gegenseitige Abgrenzung der nach Glaubensrichtungen getrennten Kirchen durch Selbstbestimmung und christliche Einheit zu ersetzen. Weitere Ziele war die Reduzierung der Zahl der Kirchen in manchen Kommunen, die zu ökonomischen und personellen Problemen führte, und die Verlagerung der Loyalität der Gemeindeglieder von einer überregionalen Kirche in die Kommune. Durch das Eingehen auf spezifische Bedürfnisse vor Ort hoffte man, Religion für die Menschen relevanter machen zu können.

## Ausbreitung
Nach dem Ersten Weltkrieg beschleunigte sich die Ausbreitung der Bewegung. Der bei der Zeitschrift „The Community Churchman“ angestellte Journalist David R.Piper, der die Bewegung untersuchte, definierte zwei grundlegende Merkmale einer Community Church:
- Organisationsbasis ist die Kommune, nicht eine bestimmte Denomination

- Basis der Einheit ist das Gemeindeleben und der Gottesdienst, nicht dogmatische Übereinstimmung.

Als Typen der Community Church werden unterschieden:
- die denominationale: die Kirche einer bestimmten Denomination erklärt sich als offen für alle anderen.

- die föderierte: verschiedene Denominationen legen ihre Verwaltungsorgane zusammen, führen die Mitglieder aber getrennt; um eine echte Community Church zu werden, muss man der neuen Kirche aber direkt beitreten können

- die unabhängige oder Unionskirche: eine Neugründung oder ein Zusammenschluss, der den Mitgliedern die eigenständige Auslegung des Christentums freistellt.[2][3]

Im Jahr 1922 zählte Piper bereits 713 Community Churches in den USA; Dr. E. de S. Brunner, ein Mitglied des Committee on Social and Religious Surveys schätzte ein Jahr vorher zwischen fünf- und sechshundert. Regionale Schwerpunkte gab es in den Staaten Vermont und Massachusetts, im Mittleren Westen (Ohio, Große Seen) und an der Pazifikküste.
1934 gab die Zeitschrift „The Community Churchman“ eine Zahl von 2000 in der Bewegung aktiven Gemeinden an. Die erste überregionale Organisation, Community Church Workers of the U.S.A., wurde 1923 gegründet.

## Glaube und Gemeindeleben
Community Churches definierten sich nicht über ein bestimmtes Glaubensbekenntnis. Sie organisierten, oft als einzige Gemeinde am Ort, das spirituelle und oft auch soziale Leben für möglichst alle Mitglieder einer Kommune. Hierfür musste die Gemeinde demokratisch aufgebaut sein und die Auslegung der christlichen Botschaft ohne dogmatische Einschränkungen den Mitgliedern überlassen. Über Fragen von Organisation, Aktivität und Doktrin entschied jede Gemeinde selbst. Niemand wurde vom Gemeindeleben ausgeschlossen, alle Gemeindeglieder hatten gleiche Mitbestimmungsrechte. Entscheidend für die Zugehörigkeit zur Gemeinde sollte das gemeinsame christliche Leben sein.
Die Organisation sozialen Zusammenhalts vor Ort war ein weiteres wichtiges Ziel des Community Church Movement. Dabei arbeiteten einzelne Gemeinden auch mit den Erkenntnissen moderner Psychologie und anderer Humanwissenschaften.
1951 schlossen sich die beiden größten überregionalen Organisationen der Community Churches zum International Council of Community Churches zusammen, das heute als eigenständige Kirche Mitglied im ÖRK, dem Nationalen Kirchenrat und den Churches Uniting in Christ  ist. Das war zu diesem Zeitpunkt der erste Zusammenschluss einer weißen mit einer afro-amerikanischen Kirche in dieser Größenordnung.